# Lucas Bonetto
Lucas Bonetto (Ushuaia, 27 de septiembre de 1991) es un piloto de cuatriciclo argentino. En 2011, con 19 años, se consagró campeón argentino de Rally Cross Country, repitiendo el logro en 2014 y 2015. En 2012 debutó en el Rally Dakar, siendo el competidor más joven de la categoría y llegando en séptimo lugar, posición que mejoró en la edición del año siguiente en la que finalizó cuarto.

## Biografía
Lucas Bonetto debutó en la competición nacional con el equipo que formó con su padre, ganando el campeonato argentino de Rally Cross Country, con solo 19 años. Poco después participó en el Rally Dakar 2012, siendo el competidor más joven de la categoría "Quads", con una TRX 700 Honda, sorprendiendo a los observadores al obtener el séptimo puesto en la clasificación final. Al año siguiente, Bonetto volvió a participar en el Dakar, mejorando su participación al finalizar cuarto.
En 2014 y 2015 volvió a salir campeón argentino de Cross Country, pero su participación en el Dakar se vio frustrada por el abandono en ambas ediciones.

## Palmarés
- 2011: Campeón del Campeonato Argentino de Rally Cross Country en categoría quads.
- 2012: Campeón en la categoría quads 4x2 del Dakar Series Desafío Ruta 40
- 2013: Campeón en la categoría quads 4x2 del Dakar Series Desafío Ruta 40
- 2014: Campeón Argentino de Rally Cross Country en la categoría quads 4x2
- 2015: Campeón del Campeonato Argentino de Rally Cross Country en la categoría quads 4x2.
- 2015: Campeón en la categoría quads 4x2 del Dakar Series Desafío Ruta 40

## Rally Dakar
| Año     | Categoría | Vehículo | Posición | Etapas |
| ------- | --------- | -------- | -------- | ------ |
| 2012    | Quads     | Honda    | 7.º      | -      |
| 2013    | Quads     | Honda    | 4.º      | -      |
| 2014    | Quads     | Honda    | Ret.     | -      |
| 2015    | Quads     | Honda    | Ret.     | 1      |
| 2016    | Quads     | Honda    | Ret.     | 1      |
| Fuente: |           |          |          |        |